# Pelodytes ibericus
El sapillo moteado ibérico (Pelodytes ibericus) es una especie de anuro de la familia Pelodytidae.

## Descripción
Se trata de un pequeño sapo, de entre 29 y 43 mm, con la cabeza tan larga como ancha y el hocico redondeado. Las hembras son sensiblemente más grandes. El color de la piel es variable, suele presentar un color oliváceo más o menos oscuro llegando al color pardo. El dorso tiene pequeñas prominencias ovoides o redondeadas de color verdoso, la zona ventral presenta un color claro, variando desde el amarillo pálido a tonos grisáceos.

## Distribución
Endemismo ibérico recientemente descrito, el área de distribución del sapillo moteado ibérico comprende el suroeste de Portugal, (suroeste de Portalegre), y la parte más oriental de Evora, Beja y Faro. En España se distribuye por Extremadura, en la provincia de Badajoz, en Castilla-La Mancha, sur de la provincia de Ciudad Real; el resto de su distribución está en Andalucía, extendiéndose ampliamente por las provincias de Huelva y Cádiz y disminuyendo en las provincias de Sevilla, Córdoba, Málaga.
Habita desde el nivel del mar, en la provincia de Cádiz, hasta casi los 2.000 metros de altitud, en la provincia de Granada, ocupa con mayor frecuencia zonas de valles y planicies, pero también zonas abruptas, sobre todo en la provincia de Badajoz, también las citas son escasas en lugares donde las precipitaciones son menores de 500 mm de media anual.

## Amenazas
En general las que afectan a otras especies de anfibios, destrucción de sus hábitat, la contaminación o desaparición de los medios acuáticos que utiliza para reproducirse, bien sea por factores antrópicos directos o por otros de tipo climático (sequías severas).